# Лугађија (Пећ)
Лугађија (алб. Llugaxhi/Llugagji) је насељено место у општини Пећ, на Косову и Метохији. Према попису становништва из 2011. у насељу је живело 702 становника.

## Становништво
Према попису из 2011. године, Лугађија има следећи етнички састав становништва:
| Националност | 2011.        |
| Албанци      | 702 (100,0%) |
| Укупно       | 702          |

| Демографија | Демографија | Демографија |
| Година      | Становника  | Становника  |
| ----------- | ----------- | ----------- |
| 1948.       | 179         |             |
| 1953.       | 183         |             |
| 1961.       | 186         |             |
| 1971.       | 226         |             |
| 1981.       | 277         |             |
| 1991.       | 223         |             |
| 2011.       | 702         |             |